# Berliner Märzkämpfe
Die Berliner Märzkämpfe von 1919 stellen die vorläufige Endphase der Novemberrevolution von 1918 dar. Sie waren einerseits ein Generalstreik der Berliner Arbeiterschaft zur Durchsetzung der mit der Novemberrevolution in der Arbeiterschaft breit vorhandenen Erwartung der Sozialisierung von Schlüsselindustrien, der gesetzlichen Absicherung der Arbeiter- und Soldatenräte und damit der Demokratisierung des Militärs. Andererseits waren es die sich parallel entwickelnden Straßen- und Häuserkämpfe mit den Freikorpsgruppen rund um den Alexanderplatz und vor allem in der Stadt Lichtenberg.
Den Beginn der Märzkämpfe bildete ein Beschluss zum Generalstreik am 3. März zur Durchsetzung dieser Forderungen, der von der Regierung unter dem militärischen Oberbefehlshaber Gustav Noske sofort mit der Verhängung des Belagerungszustands über Berlin und Spandau beantwortet wurde. Der Generalstreik wurde am 8. März von der Arbeiterschaft beendet. Es gab einige Zugeständnisse seitens der Weimarer Regierung (Arbeiterräte, Arbeitsrecht, Sozialisierung, Militärgerichtsbarkeit), mit der eine Delegation der MSPD-Arbeiterräte verhandelt hatte. Aber erst mit der Aufhebung des Schießbefehls durch Noske am 16. März waren die Auseinandersetzungen auf den Straßen beendet.
Die blutigen Straßen- und Häuserkämpfe endeten nach Aussagen des Oberbefehlshabers Noske mit mehr als 1.200 Toten, 75 davon auf der Regierungsseite; andere Schätzungen vermuten an die 2.000 Tote. Offizielle Zählungen seitens der Behörden gab es nicht. Sie gehören damit zu den blutigsten, aber weithin vergessenen Konflikten im Rahmen der revolutionären Auseinandersetzungen in Deutschland nach dem Ende des Ersten Weltkrieges.

## Ursachen und Konflikt
Ursache der Märzkämpfe war die Forderung weiter Teile der radikalisierten und vom bisherigen Verlauf der Revolution erbitterten Arbeiterschaft nach einer Sozialisierung der Schlüsselindustrien, der Einführung des Rätesystems und der Demokratisierung des Militärs gemäß den vom ersten Reichsrätekongress beschlossenen „Hamburger Punkten“. Diese Forderungen waren von Anfang an zentrale Anliegen der im Wesentlichen von der Arbeiterschaft getragenen Novemberrevolution. Auch die Sozialisierung war im Dezember 1918 bereits vom ersten „Reichsrätekongress“ aller deutschen Arbeiter- und Soldatenräte beschlossen worden. In Berlin bestanden mit der „Republikanischen Soldatenwehr“ und den Restbeständen der Volksmarinedivision zudem republikanisch-revolutionäre Truppen, die sich von den sich bildenden Freikorps und den antirepublikanisch gesinnten Offizieren des ehemaligen kaiserlichen Heeres in ihrer Stellung und in ihren Ansprüchen (Soldatenräte) bedroht sahen.
Von der mehrheitssozialdemokratischen Regierungsseite war zu den zentralen Erwartungen der Arbeiterschaft wenig erfolgt. Was das Militär betrifft, waren von ihr sogar Gegenschritte eingeleitet worden. Die Wahl zur Deutschen Nationalversammlung brachte zudem nicht die erwartete sozialistische Mehrheit, sondern führte zu einer neuen politischen Machtkonstellation. Der „Rat der Volksbeauftragten“ wurde seit dem Zusammentritt der Nationalversammlung in Weimar von den Parteien der Weimarer Koalition (SPD, DDP und Zentrum) gestellt. Sie stand den Forderungen der Arbeiterschaft nach Sozialisierung und Fortführung des Rätesystems ablehnend gegenüber.
Der Berliner Generalstreik folgte zeitlich den Kämpfen und Generalstreiks in Oberschlesien (Januar 1919), im Ruhrgebiet (Februar 1919) und dem Generalstreik in Mitteldeutschland (Halle/Merseburg/Erfurt) Ende Februar bis Anfang März. In dieser Zeit gab es zudem viele Versuche, die Räteherrschaft lokal durchzusetzen (Bremen, Braunschweig, Münchner Räterepublik). Insbesondere die streikenden Arbeiter in Mitteldeutschland hofften dabei auf eine baldige Unterstützung durch die Berliner Arbeiterschaft. Der Publizist Sebastian Haffner beschreibt diese Periode (von Januar bis Mai 1919) als „Bürgerkrieg“ in Deutschland: „In Wirklichkeit ging es überall nur um eins: um die Existenz der Arbeiter- und Soldatenräte und damit um die Legitimität der Revolution.“

## Der Generalstreik in Berlin
In den Arbeiterräten Berlins gab es seit Mitte Februar Bemühungen um das erneute Zusammentreten eines Reichsrätekongresses, der die Forderungen der Novemberrevolution wieder aufnehmen sollte. Ähnliche Bemühungen gab es seitens der Soldatenräte, die ebenfalls ihre Forderungen nach Umgestaltung des Militärs im Sinne des Beschlusses des ersten Reichsrätekongresses („Hamburger Punkte“) in Gefahr sahen. Der von der MSPD alleine beherrschte Zentralrat, der einen solchen erneuten Rätekongress organisieren sollte, zögerte und spielte auf Zeit.
In Vollversammlungen der Berliner Arbeiterräte am 26. und 28. Februar wurde mit großer Mehrheit, also auch mit Unterstützung durch die der MSPD nahestehenden Mitglieder, eine Resolution angenommen, die gegen das bisherige Verhalten der Weimarer Nationalversammlung protestierte und den Kampf um die Forderungen der Novemberrevolution beschwor. Resolution und Berichte über die Stimmung der Arbeiterschaft in den Betrieben wurden der Reichsregierung in Weimar telegraphisch übermittelt. Nach den Erfahrungen mit dem militärisch niedergekämpften Januaraufstand waren aber sowohl die revolutionären Obleute, die USPD als auch die KPD darauf bedacht, sich von den Straßen und Aufläufen fernzuhalten; die Arbeiter sollten sich stattdessen in den Betrieben konzentrieren.
Bereits in dieser Vollversammlung am 28. Februar überbrachte eine Delegation der Arbeiter der AEG Hennigsdorf die Aufforderung, den Generalstreik zu beschließen. Allerdings wurde darüber nicht mehr abgestimmt, sondern auf die nächste Sitzung am 3. März vertagt. Als die Vollversammlung am Montag, dem 3. März, die Frage wieder aufnahm, erschienen bei ihr viele Delegationen aus Großbetrieben, die davon berichteten, dass dort der Streik bereits aufgenommen wurde. Dies bewog dann auch einen Teil der mehrheitssozialdemokratischen Räte zur Unterstützung des Beschlusses zum Generalstreik, obwohl die Berliner MSPD in einem Artikel im Vorwärts vom selben Tage davor gewarnt hatte. Der Vorwärts berichtete dazu am folgenden Tag: „Durch Handaufheben wird mit rund 400 Stimmen gegen ca. 120 Stimmen bei über 200 Stimmenthaltungen der Generalstreik beschlossen“. Als Streikziele wurden beschlossen:
- Anerkennung der Arbeiter- und Soldatenräte als wirtschaftlicher Faktor
- restlose Durchführung der 7 Hamburger Punkte
- Freilassung aller politischen Gefangenen
- Aufhebung der Standgerichte
- sofortige Auflösung der Freiwilligenkorps
- Umwandlung der bestehenden Gerichte in Volksgerichte
- Wiederaufnahme der Beziehungen zur Sowjetrepublik
- Aburteilung der Hauptschuldigen am Krieg vor einem Revolutionstribunal.

Die Streikleitung wurde dem Berliner Vollzugsrat übertragen. Die Kommunisten erklärten aber aufgrund der mehrheitlich sozialdemokratischen Beteiligung in der Streikleitung, dass sie sich an ihr nicht beteiligen werden, sondern eine eigene Streikleitung halten werden.
Der Streikbeschluss der Arbeiterräte wurde von der arbeitenden Bevölkerung mit geringen Ausnahmen befolgt, so dass am 4. März Industrie, Handel, Gewerbe und Verkehr zum größten Teil stillgelegt waren. Allerdings schlossen sich die Drucker dem Streik zunächst nicht an, so dass alle bürgerlichen Blätter einschließlich des Vorwärts am 4. März erscheinen konnten. Nur die Freiheit der USPD und Die Rote Fahne der KPD erschienen nicht. Nach Auseinandersetzungen darüber beschloss die Vollversammlung der Berliner Arbeiterräte, dass auch die Drucker vollständig in den Streik einbezogen werden und keine Zeitungen erscheinen sollten. Die Kommunisten verlangten dagegen, dass nur Rote Fahne und Freiheit gedruckt werden sollten. Aufgrund des Konfliktes zogen sie ihre Mitglieder aus dem Vollzugsrat zurück.
Am vierten Streiktag (6. März) verlangten Kommunisten und Unabhängige wegen der verschärften Situation in Berlin durch den Einzug der Freikorps eine Ausweitung des Streiks durch Stilllegung der Versorgungsbetriebe für Wasser, Gas und Strom. Der Antrag wurde mit knapper Mehrheit angenommen, woraufhin die der MSPD angehörigen Vertreter sich aus der Streikleitung zurückzogen und auch die Vollversammlung der Räte verließen. Die Berliner Gewerkschaftskommission, die am 4. März den Streik noch unterstützte, forderte jetzt den Abbruch des Generalstreiks. Dem schlossen sich die sozialdemokratischen Räte an; die Drucker waren die ersten, die die Arbeit wieder aufnahmen. Auf der anderen Seite weigerten sich die Kommunisten, sich in eine einheitliche Streikleitung mit den unabhängigen Arbeiterräten zu begeben. Aus Sicht der verbliebenen Streikleitung unter Richard Müller und der USPD schien es damit geboten, den Generalstreik am 8. März abzubrechen. Zuvor stattgefundene Verhandlungen über die Forderungen der Streikenden mit der Reichsregierung und mit Oberbefehlshaber Noske wurden ergebnislos abgebrochen. Mit knapper Mehrheit wurde das Ende des Generalstreiks beschlossen.

## Aufmarsch der Freikorps: Die Straßen- und Häuserkämpfe im Osten
Schon am 3. März, gleich nach dem Beschluss zum Generalstreik, wurde vom preußischen Staatsministerium der Belagerungszustand mit außerordentlichen Kriegsgerichten über Berlin verhängt, und Gustav Noske wurde als Reichswehrminister im Kabinett Scheidemann auch zum „Oberbefehlshaber der Marken“ ernannt. In derselben Nacht zerstörten Regierungstruppen die Redaktion der Roten Fahne vollständig.
Bereits am Nachmittag und am Abend des 3. März versammelten sich im Scheunenviertel und rund um den Alexanderplatz viele Menschen, wobei es zu ersten Zusammenstößen mit der Polizei kam. Es folgten Plünderungen von Geschäften und Stürme auf über 30 Polizeireviere zur Erbeutung von Waffen. Von Seiten der politischen Führungen der Arbeiterräte und Parteien wurde vermutet, dass es sich um vom Militär und Provokateuren inszenierte Veranstaltungen handelte. Auch der Bericht im Vorwärts vom 5. März 1919 betont, dass diese Vorgänge, die sich am 4. März fortsetzten, nicht von den Streikenden begangen worden wären, sondern von „lichtscheuem Gesindel“. Tatsächlich konnte dies später bezüglich einzelner sich besonders militant gebender Personen nachgewiesen werden. Andererseits gab es in diesen östlichen Stadtteilen viele revolutionär gesinnte Arbeiter, Arbeitslose und dort lebende und untergetauchte ehemalige Matrosen und Soldaten der Januarkämpfe, die die jetzigen Kämpfe trotz der Warnungen der Parteiführungen von USPD und KPD aufnahmen. Ein konkreter Aufstandsplan konnte nie nachgewiesen werden.
Am 4. März begann der Einmarsch von Einheiten des Generalkommandos in die Stadt. Auf Seiten des gegenrevolutionären Militärs waren vor allem die Brigade Reinhard, die „Deutsche Schutzdivision“, das Freikorps Lützow, das Freikorps Hülsen und die Garde-Kavallerie-Schützen-Division beteiligt, die unter dem Kommando von Generalleutnant Heinrich von Hoffmann stand, faktisch aber von ihrem ersten Generalstabsoffizier Hauptmann Waldemar Pabst geführt wurde. Oberbefehlshaber des zuständigen Generalkommandos für Berlin und Umgebung war General Walther von Lüttwitz.
Am Alexanderplatz kam es an diesem Tag zu ersten Gefechten zwischen bewaffneten aufständischen Gruppen und den Einheiten des Freikorps der „Deutschen Schutzdivision“. Am 5. März kam es dann zu schweren Zusammenstößen mit Teilen der Republikanischen Soldatenwehr und der Volksmarinedivision, die von ihrem Quartier im Marinehaus an der Jannowitzbrücke zum Alexanderplatz beordert wurden, um Plünderer festzunehmen. Ihre Einheiten wurden von Soldaten der „Deutschen Schutzdivision“ – angeblich versehentlich – beschossen. Der Anführer einer Deputation der Volksmarinedivision, die im Polizeipräsidium diese Vorfälle klären wollte, wurde beim Verlassen des Gebäudes hinterrücks erschossen. Die empörten Matrosen gingen daraufhin zum Marinehaus zurück und gaben Waffen an die Arbeiter aus. Jetzt wurden Barrikaden rings um die Zugänge zum Alexanderplatz errichtet und es wurde versucht, das Polizeipräsidium am Alexanderplatz zu stürmen und einzunehmen. Es kam zu verlustreichen Kämpfen mit den Freikorps, die hier bereits Artillerie einsetzten. Als die Freikorps am 6. März zum Gegenangriff unter Einsatz schwerer Artillerie, gepanzerter Fahrzeuge und Flugzeuge übergingen, zogen sich die Aufständischen in die weiter östlich gelegenen Stadtteile zurück.
Die Kämpfe verlagerten sich in den folgenden Tagen in die Straßen nördlich und östlich des Alexanderplatzes, vor allem entlang der Prenzlauer Allee und der Großen Frankfurter Straße sowie der Frankfurter Allee bis nach Lichtenberg. Es gab jedoch auch Straßenkämpfe und militärische Auseinandersetzungen in den Stadtteilen Prenzlauer Berg, Spandau, Moabit und Neukölln. Beteiligte auf Seiten der Aufständischen waren Teile der Republikanischen Soldatenwehr, Reste der aufgelösten Volksmarinedivision, Mitglieder des KPD-nahen Roten Soldatenbundes und viele bewaffnete Zivilisten.
Die hohe Zahl von Opfern unter den Aufständischen und Zivilisten erklärt sich durch den Einsatz schwerer Artillerie in Wohngebieten und durch eine Vielzahl von standrechtlichen Erschießungen. Das Deutsche Historische Museum schreibt dazu: „Wenige Tage später gab Noske den durch kein Gesetz gedeckten Befehl aus, jeder Bewaffnete sei von den Regierungstruppen und den Freikorps sofort zu erschießen. Die bis zum 16. März geltende Anweisung beruhte auf der aus dem preußischen Staatsministerium lancierten Falschmeldung, im heftig umkämpften Lichtenberg hätten Aufständische 60 Polizisten ermordet.“

### Der „Lichtenberger Gefangenenmord“ und andere Gräuelberichte

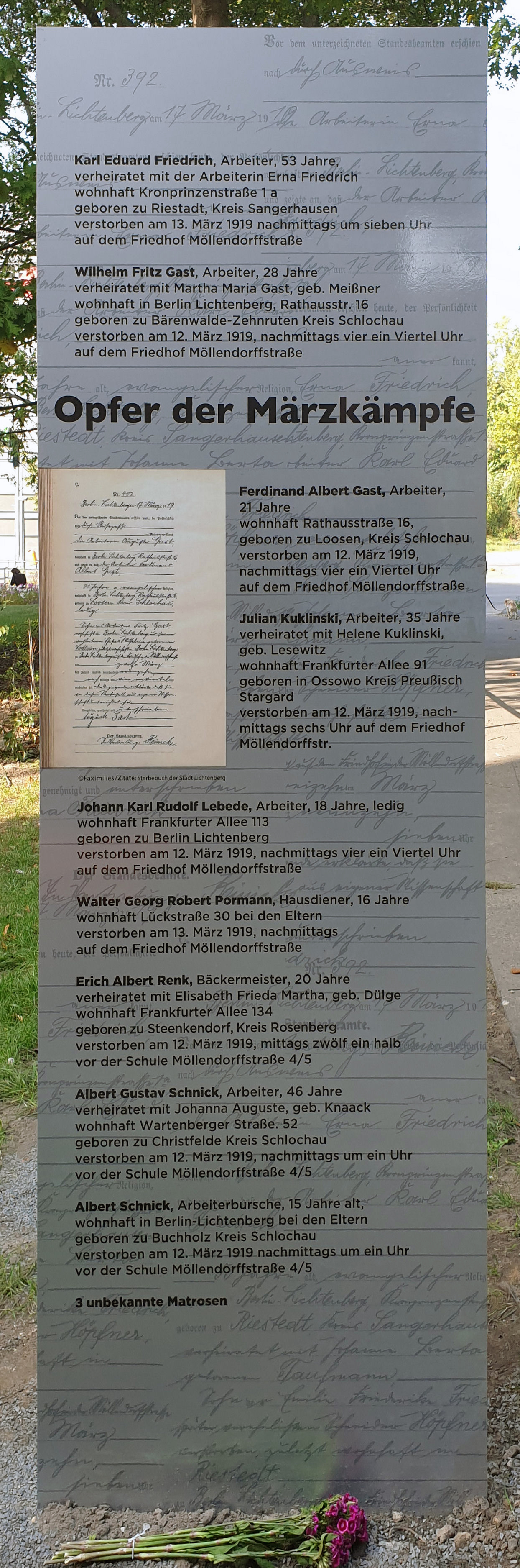
Gedenktafel an der „Blutmauer“, Rathauspark, in Berlin-Lichtenberg

Am 8. März wurde das Lichtenberger Postamt, das von Freikorpsangehörigen besetzt war, gestürmt und erobert. Danach begann der Sturm auf das Lichtenberger Polizeipräsidium, in dem sich ca. 50 Beamte, teilweise mit Familien, aufhielten. Nach heftigen Kämpfen konnten die Aufständischen das Präsidium erobern. 20 Beamte wurden festgesetzt, in der Nacht aber freigelassen; die übrigen Beamten einschließlich des Polizeipräsidenten Salmuth konnten fliehen. Letzterer berichtete den Regierungstruppen, so dass die vermeintlichen grausamen Vorkommnisse an die Presse gelangten. „Das Kommando der Schutzmannschaft meldet: Sämtliche Beamten des Lichtenberger Polizeipräsidiums sind ermordet worden.“ Diese Meldung und andere Berichte über „bestialische Grausamkeiten“ wurden ungeprüft am 10. März in allen bürgerlichen Zeitungen in ganz Deutschland und im Vorwärts verbreitet. Die angegebene Zahl von anfänglich 60 getöteten Polizeibeamten erhöhte sich in den Presseberichten sogar auf 200. Später stellte sich heraus, dass nur zwei Polizisten, nach anderen Zählungen fünf, den Kämpfen zum Opfer fielen. „Tagelang wimmelte es von blutrünstigen Schilderungen.“ Diese oft frei erfundenen Gräuelberichte über „die Spartakisten“ dienten offenbar der Rechtfertigung für das brutale Vorgehen der Truppen der Gardeschützen-Division und der anderen Freikorps. Eine andere Falschnachricht berichtete von „spartakistisch gesinnten“ Fliegern aus Kottbus, die Bomben auf Zivilisten außerhalb der Kampfgebiete abgeworfen hätten. Weitere erfundene Gräueltaten der „spartakistischen Haufen“ wurden in den Zeitungen verbreitet: „Viele Zeitungen malen die tatsächlichen und erfundenen Untaten der Aufständischen in grausigen Details aus. Sie verwenden dabei eine skandalisierende und entmenschlichende Sprache.“
Erst am 13. März, als die Kämpfe durch die siegreichen Militärs beendet waren, wurden die Gräuelmeldungen von der Presse korrigiert:

„Alle diese Meldungen waren erlogen. Erst am 13. März meldete die ‚B. Z.‘, dass die Beamten in Wirklichkeit entlassen worden waren. Am gleichen Tage erklärten die ‚Vossische‘ und der ‚Vorwärts‘ auf Grund der Aussagen des Bürgermeisters Ziethen, ‚dass sich alle Nachrichten über die Massenerschießungen von Schutzleuten und Kriminalbeamten bei der Eroberung des Lichtenberger Polizeipräsidiums als unwahr erwiesen haben‘. Endlich, nach der 'BZ‘-Ausgabe vom 14. März und dem Nachruf auf die Gefallenen stellte sich heraus, dass nur zwei Polizei-Beamte tot waren. Davon war einer im Kampf gefallen und über die Todesart des andern konnte nichts festgestellt werden.“

### Das Vorgehen der Militärs
Noske verordnete am 9. März:

„Die Grausamkeiten und Bestialitäten der gegen uns kämpfenden Spartakisten zwingen mich zu folgendem Befehl: Jede Person, die mit Waffen in der Hand gegen Regierungstruppen kämpfend angetroffen wird, ist sofort zu erschießen.“

Dieser Schießbefehl lag Noske bereits bei Beginn der Kämpfe vor; sein eigentlicher Verfasser war Waldemar Pabst.
Die Militärs gingen in einem eigenen Geheimbefehl noch weiter und verordneten ihren beteiligten Truppenführern das Erschießen all derer, die Waffen trugen oder bei denen Waffen im Hause gefunden wurden. Die Soldateska, oft aus blutjungen Männern bestehend, ging mit leichten und schweren Feldgeschützen, mit Minenwerfern und Maschinengewehren gegen Wohnhäuser vor, aus denen sie vermeintlich beschossen wurden. Flugzeuge mit Bomben wurden ebenso eingesetzt. Durch den Beschuss und die Bombardierungen kam es zu großen Zerstörungen an Häusern und Wohnungen. Die Bevölkerung flüchtete in die Keller, unterstützte aber die Aufständischen mit Essen und Getränken.
Standrechtliche Erschießungen wurden überall an denjenigen vorgenommen, die man mit Waffen fasste oder bei denen Waffen bei Haus- und Wohnungsdurchsuchungen gefunden wurden, die einfach als „Spartakisten“ denunziert wurden oder die unbedachte Wortäußerungen von sich gaben. Am 11. März wurden 29 Matrosen der Volksmarinedivision, die ihre Waffen abgeben und die Entlassungslöhnung in einem Militärdepot in der Französischen Straße abholen sollten, aus ca. 250 festgesetzten Matrosen ausgewählt und mit Maschinengewehren erschossen. Vom Oberst Reinhardt gab es Weisungen, dass die Gefängnisse schon überfüllt seien und daher möglichst ausgiebig von der Waffe Gebrauch zu machen sei.
Am 11. März versuchte der konservative Lichtenberger Bürgermeister Oskar Ziethen „zur Vermeidung weiteren Blutvergießens und weiterer Zerstörung Lichtenbergs“ bei Noske einen Waffenstillstand zu erreichen. Noske lehnte ab und bestand auf „bedingungsloser Übergabe oder gar nichts“. Am 12. März fiel die letzte Barrikade an der Frankfurter Allee, Ecke Möllendorfstraße (Lichtenberger Ausstellung).
Insgesamt verloren während des Aufstands nach Angaben von Noske 1.200 Menschen (nach anderen Schätzungen wie der von Müller: 2.000 Tote) ihr Leben. Unter ihnen befand sich auch der Mitbegründer der KPD Leo Jogiches, der kurz nach seiner Verhaftung erschossen wurde. Die Märzkämpfe endeten mit der kampflosen Einnahme Lichtenbergs durch Regierungstruppen am 13. März 1919. Für die hohe Opferzahl waren auch zwei geheime Zusatzbefehle von Waldemar Pabst verantwortlich, nach denen die Häuser zu durchsuchen und jeder zu erschießen sei, bei dem Waffen gefunden wurden. Viele Veteranen aus dem Ersten Weltkrieg hatten noch Waffen oder Waffenkomponenten als Andenken aufbewahrt und wurden nach Hausdurchsuchungen hingerichtet. Zudem gab es auch Hinrichtungen aufgrund von Denunziation und bloßem Verdacht.
In Gumbels Buch sind noch mehr solcher willkürlichen Erschießungen und Ermordungen durch die Soldateska dokumentiert.
Neben im Schnellverfahren angeordneten standrechtlichen Erschießungen gab es eine Vielzahl von Verhaftungen. Etwa 4.500 Menschen wurden in die überfüllten Gefängnisse von Moabit und Plötzensee verbracht, wo menschenunwürdige Bedingungen herrschten. Die Gefangenen wurden oft misshandelt, manche erschlagen, andere starben an ihren Verletzungen.

## Ergebnisse
Die kaiserlichen Militärs hatten schon im Dezember 1918 die Entwaffnung der Bevölkerung und der revolutionären Truppen geplant. Im März konnten sie diese Pläne rücksichtslos umsetzen. „Dieses Mal werden wir ganze Arbeit machen“ hieß es in einer Erklärung eines Hauptmannes im Kriegsministerium. Die Volksmarinedivision wurde aufgelöst, die Stadtkommandantur der Republikanischen Soldatenwehr abgesetzt, ihre Führung verhaftet und ihre ursprüngliche Mannschaftsstärke von 16.000 auf 6.500 besonders zuverlässige Soldaten reduziert. Die Weimarer Nationalversammlung beschloss schon am 6. März ein Gesetz über die vorläufige Reichswehr, wodurch die Freikorps institutionalisiert wurden.
Die Lichtenberger Stadtversammlung ermittelte in einer Kommission die entstandenen Sachschäden und legte ihre Ergebnisse im April 1919 vor. Sie kam dabei auf einen Schadenswert von 1,5 Millionen Reichsmark für die öffentliche Hand und private Schäden von 450 000 Reichsmark.
Durch die Zusammenarbeit mit den Freikorps verlor die MSPD besonders massiv an Einfluss und Stimmen. Lichtenberg wurde eine Hochburg der USPD und danach der KPD. Insgesamt führten die Märzereignisse in Berlin und Deutschland zu der massiven Feindschaft zwischen Sozialdemokraten und Kommunisten, die bis zum Sieg der Nationalsozialisten unüberwindlich wurde und diesen dadurch erst ermöglichte.
Sebastian Haffner resümiert die Märzkämpfe in Berlin so: „Verzweiflung führte bereits in diesen Märzkämpfen in Berlin stellenweise zu hoffnungslosem Widerstand von einer Erbitterung, wie man sie vorher im deutschen Bürgerkrieg nicht gekannt hatte.“
Der Historiker Ralf Hoffrogge sieht den Generalstreik und die Märzkämpfe als einen Wendepunkt in der Geschichte der Novemberrevolution und betont ihre auch überregionale Bedeutung:

„Anders als der Januaraufstand waren die Märzstreiks eine überregionale Bewegung und daher weitaus gefährlicher für die Regierung. Im Ruhrgebiet, Mitteldeutschland und Berlin forderten Massenstreiks die Anerkennung der Arbeiterräte und die unmittelbare Sozialisierung der Schlüsselindustrien. Die Nationalversammlung in Weimar war vom Generalstreik geradezu umzingelt und handlungsunfähig. […] Doch die Streiks waren zeitlich und räumlich nicht koordiniert. Während sie in einer Region gerade an Schwung gewannen, begannen sie andernorts bereits zu bröckeln. Sie zwangen die Regierung zwar zu verbalen Konzessionen, konnten jedoch später einzeln niedergeschlagen werden.“

## Augenzeugenberichte aus Berlin
Alfred Döblin hatte eine Kassenarztpraxis in der Frankfurter Allee. 1928 schrieb er rückblickend:

„Ich war damals in Lichtenberg und habe diesen Putsch und die grausigen, unerhörten, erschütternden Dinge der Eroberung Lichtenbergs durch die weißen Truppen miterlebt. Um dieselbe Zeit, wo in unserer Gegend die Granaten und Minenwerfer der Befreier ganze Häuser demolierten, wo viele in den Kellern saßen und dann, schrecklich, wo viele füsiliert wurden auf dem kleinen Lichtenberger Friedhof in der Möllendorfstraße – man muss die Leichen da vor der Schule liegen gesehen haben, die Männer mit den Mützen vor dem Gesicht, um zu wissen, was Klassenhass und Rachegeist ist –, um dieselbe Zeit wurde im übrigen Berlin lustig getanzt, es gab Bälle und Zeitungen.“

Karl Retzlaw schreibt in seinen Erinnerungen:

„Der Stadtteil Lichtenberg wurde umzingelt, die einzelnen Häuserblocks abgeriegelt und ein Massenmorden begann, wie es in Deutschland seit den Bauernkriegen nicht vorgekommen war. Auf den Straßen, in den Höfen und in den Wohnungen wurden Menschen erschlagen oder erschossen. … Die Regierung gab später an, daß ‚ungefähr 1.200 Spartakisten‘ umgekommen seien. … Spätere Untersuchungen ergaben über 2.000 Tote.“

Arthur Freiherr von Salmuth war Polizeipräsident und schrieb seine Erlebnisse zu den Ereignissen vom 3.–10. März 1919 in einem 13-seitigen Erlebnisbericht nieder:

„Als nun das Tor endlich geöffnet wurde, befanden sich im Polizeipräsidium außer mir ca. noch 20 Beamte inkl. 2er Polizei-Offiziere. Von einem Verhandeln war überhaupt gar nicht möglich. Unter wildem Gebrüll: ‚Stellt die Hunde an die Wand, schlagt die Schweine tot‘ stürzte die Bande die Treppe hinauf; die Mauserpistolen und Handgranaten schwingend und brüllend ‚Hände hoch‘.
Ich selber stand mitten unter meinen Beamten und, da ich diese nicht im Stich lassen wollte war ich auch nicht durch meine Wohnung geflüchtet. Mein Sohn, der absolut mit mir mitgehen wollte, folgte doch schließlich dringend dem Bitten seiner Mutter, bei ihr zu bleiben, in der Überlegung, daß vielleicht sie seines Schutzes bedurfte. So gelang es später beiden, sich durch die Privatwohnung zu retten. Wir wurden nun alle zusammen auf die Alfredstraße geführt, die von einer johlenden und heulenden Menge gefüllt war, namentlich leisteten die Weiber ganz besonders im Schimpfen und Johlen.
Immer wieder ertönt der Ruf: ‚Die Schweine müssen hier erschossen werden, stellt die Hunde an die Wand‘.
Ein Weib schrie: ‚Wir wollen euer Blut saufen‘.
Von allen Seiten blitzten uns Gewehre und Pistolenläufe entgegen und sie machten Anstalten uns auf der Stelle alle zusammen zu erschießen. Unterdessen wurde auch mit Kolben und Knüppeln auf uns eingedroschen, ein nach mir geführter Kolbenhieb rutschte an meiner Schulter ab, da ich schnell eine seitliche Bewegung machte. Irgendwie mit den Leuten zu verhandeln war unmöglich.“